# 진마오 타워
진마오 타워(영어: Jin Mao Tower) 또는 진마오 빌딩(중국어: 金茂大厦, 병음: Jīnmào Dàshà)은 중국 상하이시 푸둥 구 뤼자쭈이에 있는 마천루로 1998년에 지어진 지상 88층, 421m의 건물이다.
2015년 기준으로, 진마오 타워는 상하이에서 세 번째로 높은 마천루이자 중국 대륙에서 10번째로 높은 빌딩이다. 완공 당시 진마오 타워는 당시 중국에서 가장 높은 빌딩으로 세계 3위였다.

## 내부 시설 및 용도
지상 88층, 첨탑 93층, 지하 3층 등 총 27만 8707㎡ 규모다. 엘리베이터 130대 객실 555여개 등이 있다. 상하이의 랜드마크인 이 빌딩은 현대식 오피스 빌딩, 5성급 호텔, 컨벤션 및 전시센터, 엔터테인먼트, 쇼핑몰 및 기타 시설을 통합하고 중국의 타워 스타일과 서양의 건축 기술을 융합한 다목적 마천루이다.
오피스와 호텔이 주를 이루며, 3~50층은 사무실, 51~52층은 기계 및 전자 장비실로 두 층 다 운영되지 않는다.56층에는 식당과 카페가 있고,86층은 호텔 멤버십 클럽으로 회원만 입장 가능한 층이다. 87층은 야외 개방 호텔이며,88층은 1,000명을 수용할 수 있는 전망대로 높이는 340.1m, 면적은 1,520㎡이다. 인근 동방명주 타워, SWFC와는 달리 로비에서 직행 엘리베이터를 타면 곧바로 전망대에 도착할 수 있어서 관광객들이 여전히 많이 선호하고 있다.

## 특징
푸둥 구 뤼자쭈이 금융지구의 스카이라인의 핵심이며, 2004년 SWFC가 본격공사 착수하기 전까지는 중국에서 가장 높은 빌딩임과 동시에 푸둥 구에서 두 번째로 높은 건축물이었다. 심플한 디자인 속에 복잡한 장식을 가미한 특성을 보인다.
1992년 12월 17일 중화인민공화국 국무 원의 프로젝트 승인을 받았다. 1994년 5월 10일 착공하였으며 1997년 8월 28일 구조적으로 마감되었다. 2년후인 1999년 3월 18일 개장 후 1999년 8월 28일 전면 영업을 개시하였다.

## 사건
- 2001년 2월 18일, 안후이성에서 온 31세의 신발 판매원 한치지(Han Qizzhi)는 맨손으로 건물을 올랐다. 얼마 안가 체포되어 약 2주간 구금되었다.

- 2004년 10월 5일, 상하이 국경절 기념행사의 일환으로 상하이 스포츠국에서 초청한 다국적 베이스 점퍼 그룹이 타워 꼭대기에서 뛰어내렸다. 34세의 호주 점퍼 롤랜드 심슨의 낙하산이 오작동하여 인접한 건물에 충돌했다. 그는 혼수상태에 빠져 10월 22일 호주에서 사망했다.[1][2][3][4][5][6]

## 갤러리

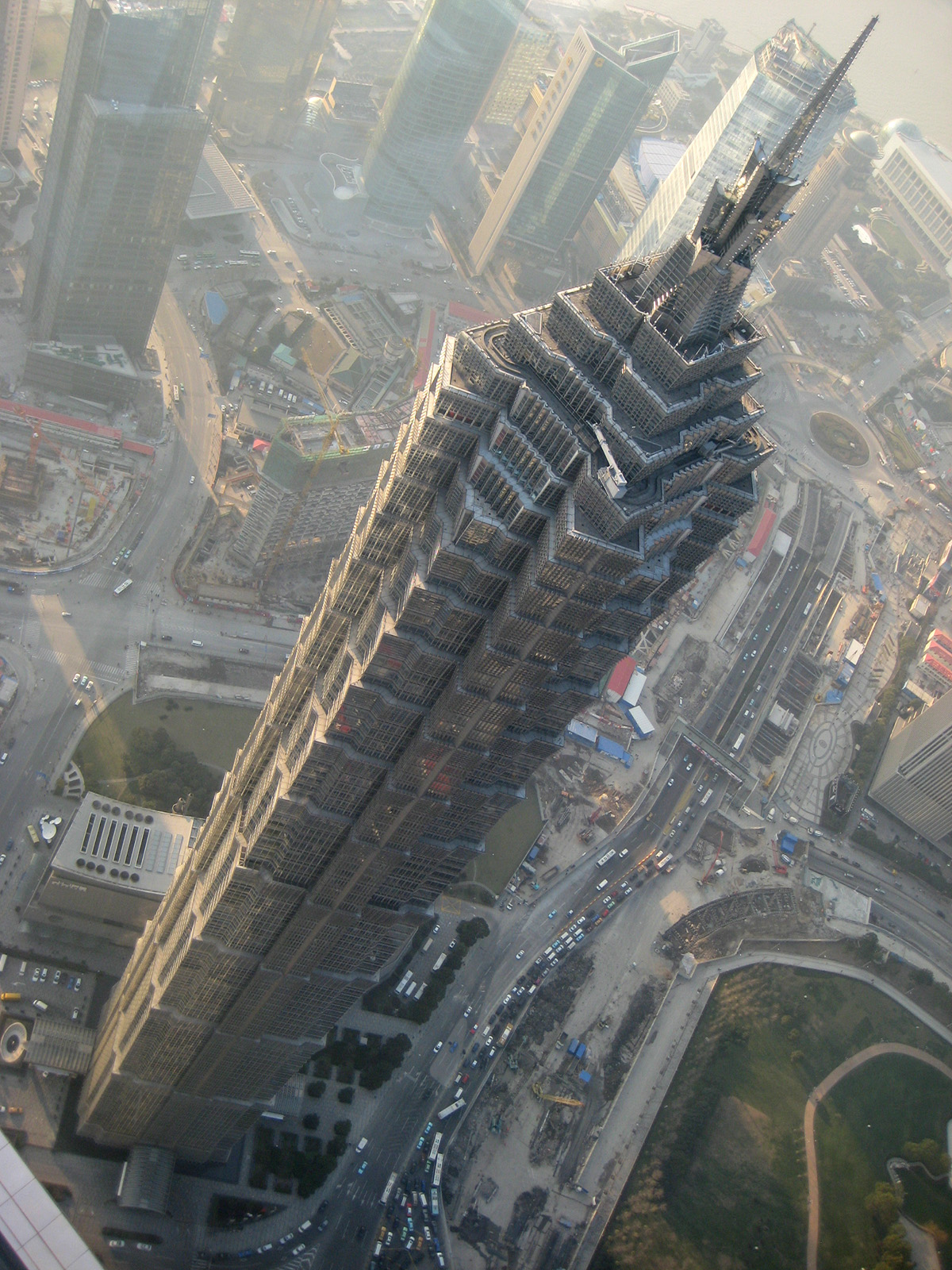
SWFC 전망대에서 본 진마오 타워
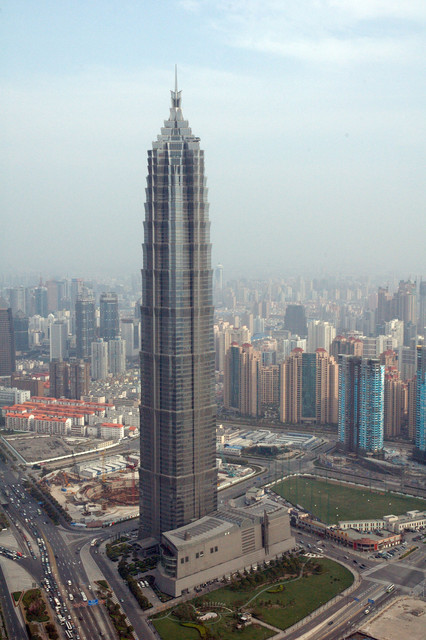
2005년 진마오 타워
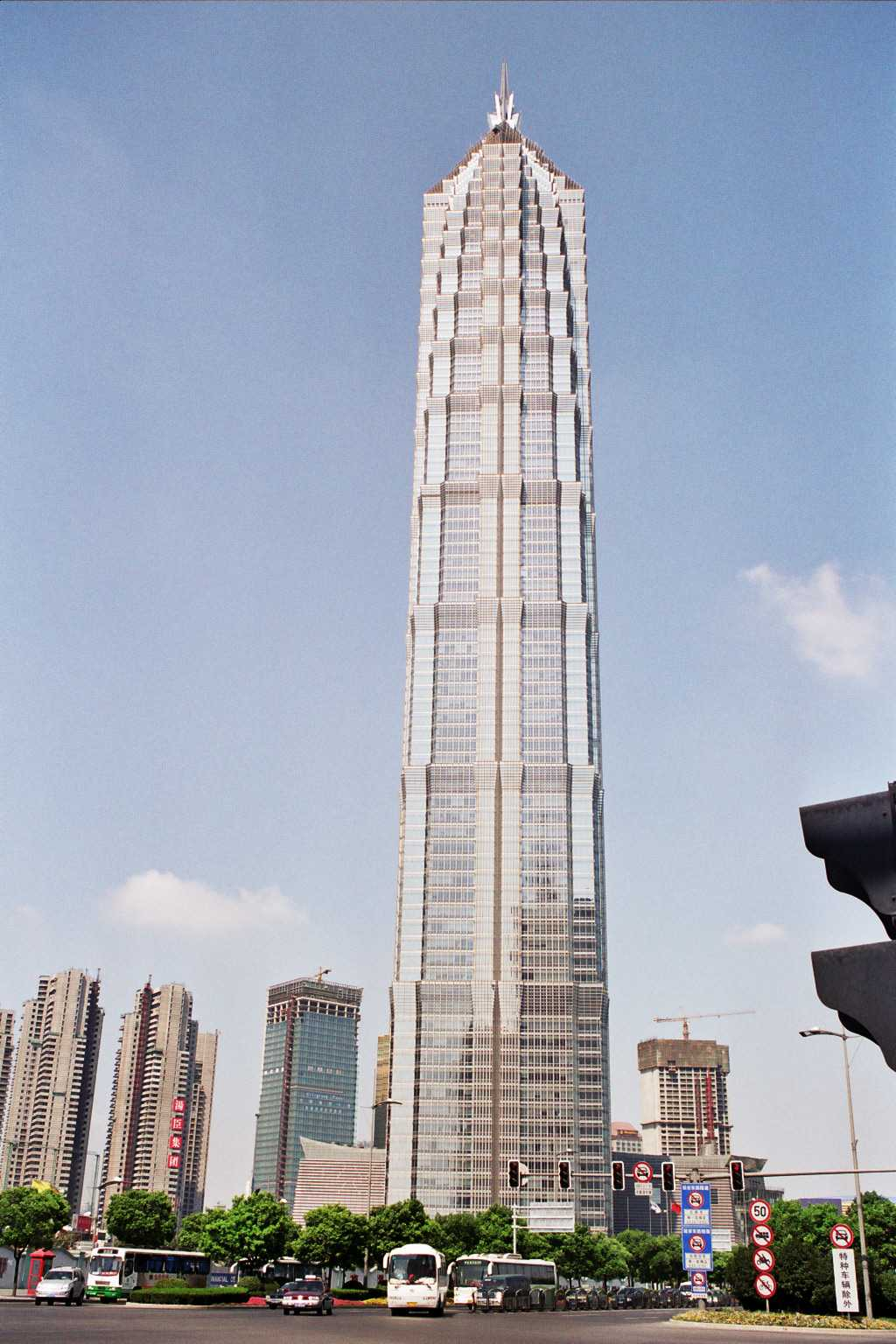
2005년 진마오 타워

## 같이 보기
- 마천루 목록
- 아시아의 마천루 목록
- 중화인민공화국의 마천루 목록